# Cayo de Dolly
El cayo de Dolly (en inglés: Dolly's Cay) es una roca remota en el Gran Banco de las Bahamas en la serie de cayos que se encuentran al sureste de la isla de Andros, y está a unos 20 km al estesudeste de la punta sureste de Andros. Forma parte del distrito Sur de Andros. El cayo se utiliza para la nidificación de charranes, gaviotas, y charranes reales, los cuales fueron verificados por última vez por James Parnell en 1998. Estas aves son monitoreadas como parte del Sistema de Información de las Indias Occidentales.